# Persécutions anti-juives de 1391 en Espagne
Les persécutions anti-juives de 1391 en Espagne, parfois appelées les baptêmes sanglants et connues dans la tradition juive comme les décrets de 5151 (hébreu : גזירות קנ"א, gzirot kana) sont une série de massacres et de conversions forcées débutant le 4 juin 1391 dans la cité de Séville avant de s’étendre à une grande partie de la Castille puis de la couronne d'Aragon.
Survenant dans le contexte de la crise de la fin du Moyen Âge, alimentées par les prédications fougueusement anti-juives de Ferrán Martínez (es), elles provoquent l’exil de nombreux Juifs de cette partie de l’Espagne et des îles Baléares vers l’Afrique du Nord. Elles marquent aussi la naissance du marranisme.

## Contexte historique
L’Espagne de la fin du XIVe siècle passe par une époque fortement troublée. La couronne de Castille connaît de graves problèmes économiques et sociaux à la suite de la crise de fin du Moyen Âge, auxquels s’ajoutent les conséquences de la Première Guerre civile de Castille et l’établissement de la maison de Trastamare. En 1390, le roi Jean Ier décède en laissant comme un héritier maladif âgé d'à peine 11 ans, Henri III de Castille, de sorte que l'autorité politique est très affaiblie.
Bien que dessaisi de ses fonctions et ayant reçu à plusieurs reprises des avertissements à se modérer, tant de la part du roi de Castille, que de celle l'archevêque de Séville, Pedro Gómez Barroso, l’archidiacre Ferrán Martínez (es) se livrait à une campagne de haine anti-juive, appelant ses ouailles à ne tolérer les Juifs que morts ou baptisés.

## Les massacres de 1391
En mars 1391 ont lieu les premiers troubles anti-juifs. Le 6 juin 1391 le massacre de Séville entraîne la mort de 5 000 juifs. Les massacres se sont propagés à d'autres cités d'abord dans la vallée du Guadalquivir : Cordoue (où l'on compte 2 000 morts), Andújar, Montoro, Jaén, Úbeda, Baeza… et ensuite de la Meseta Sud (es) : Villa-Real — aujourd'hui Ciudad Real —, Cuenca, Huete, Escalona, Madrid, Tolède (18 juin), et à d'autres zones castillanes : Logroño (12 août) et de la couronne d'Aragon : Valence (où 250 juifs sont tués le 9 juillet), Orihuela, Xàtiva, Barcelone, (où 200 à 400 juifs sont tués le 5 août) et Lérida (70 morts, le 13 août) où il y avait également des prédications antijuives : celles de saint Vincent Ferrier. A Palma de Majorque le 2 août 100 juifs ont été tués.
Des juiveries ont été pillées et de nombreux Juifs massacrés ; des dizaines de milliers d'entre eux doivent se convertir au christianisme. Ainsi est apparue une nombreuse communauté de nouveaux chrétiens, qui allait jouer un grand rôle dans l'histoire espagnole. Entre les tueries, les fuites et les conversions forcées, beaucoup de communautés juives, en particulier celle de Séville, ont pratiquement disparu.
Les conséquences historiques de ces massacres ont été très importantes : le conflit entre vieux et nouveaux chrétiens et la proclamation de la loi sur la pureté du sang, qui s'est traduite par des épisodes comme la révolte de Pedro Sarmiento ou révolte anticonverso de Tolède (1449), la création de l'Inquisition espagnole (1478) et l'expulsion des juifs d'Espagne en 1492.